# 515. pehotni polk (Wehrmacht)
Za druge 515. polke glejte 515. polk.
515. pehotni polk (izvirno nemško Infanterie-Regiment 515) je bil eden izmed pehotnih polkov v sestavi redne nemške kopenske vojske med drugo svetovno vojno.

## Zgodovina
Polk je bil ustanovljen 5. februarja 1940 kot polk 9. vala pri Döbelnu iz delov 31. in 465. pehotnega polka; polk je bil dodeljen 294. pehotni diviziji. 
1. oktobra 1940 sta bila štab in III. bataljon izvzeta iz sestave in dodeljena 574. pehotnemu polku; obe enoti sta bili nadomeščeni.
15. oktobra 1942 je bil polk preimenovan v 515. grenadirski polk.